# Jubzhang
Jubzhang, född 7 maj 1971, är en bhutanesisk bågskytt. Han deltog vid olympiska sommarspelen 1992, olympiska sommarspelen 1996 och olympiska sommarspelen 2000.